# Christian Maurer
 (mars 2009).
Si vous disposez d'ouvrages ou d'articles de référence ou si vous connaissez des sites web de qualité traitant du thème abordé ici, merci de compléter l'article en donnant les références utiles à sa vérifiabilité et en les liant à la section « Notes et références ».
Christian 'Chrigel' Maurer, né en 1982 à Adelboden, est un parapentiste suisse. Depuis 2007 il est marié avec Karin Maurer. Son surnom est Chrigel the Eagle, en référence à ses performances de pilote. Chrigel ou Chrigu est la forme colloquiale du prénom Christian, utilisée surtout dans le canton de Berne. Bien que son palmarès soit très varié dans les différentes disciplines du parapente, il s'est finalement orienté vers les compétitions de marche et vol du fait que ce sont les compétitions qui lui permettent de voler le plus longtemps au cours de la journée.

## Succès sportifs importants
Christian Maurer a remporté un grand nombre de compétitions de parapente :
- 2000 - Challenge Junior - 1er
- 2002 - Coupe du monde de parapente - 6e
- 2003 - Coupe du monde de parapente - 7e
- 2004 - Coupe du monde de parapente - 5e
- 2004 - Cross Country Cup - 2e
- 2004 - Red Bull Vertigo (voltige en parapente) - 2e
- 2004 - Championnat de Suisse de parapente - Vainqueur
- 2004 - Championnat d'Europe de parapente - Vainqueur
- 2004 - Record d'Europe avec 323 km: Niesen - Landeck
- 2005 - Championnat du monde de parapente - 8e
- 2005 - Cross Country Cup - Vainqueur
- 2005 - Coupe du monde de parapente - Vainqueur
- 2006 - Red Bull Vertigo - 2e dans la catégorie Syncro
- 2006 - Championnat d'Europe de parapente Morzine (France) - 2e
- 2006 - Championnat de Suisse de parapente Tessin - Vainqueur
- 2006 - Coupe du monde de parapente - Vainqueur
- 2006 - Record du monde (FAI) Triangle de 266 km en Valais
- 2009 - Red Bull X-Alps 2009 - Vainqueur
- 2011 - Red Bull X-Alps 2011 - Vainqueur
- 2013 - Red Bull X-Alps 2013 - Vainqueur
- 2014 - X-Pyr 2014- Vainqueur
- 2015 - Red Bull X-Alps 2015 - Vainqueur
- 2016 - X-Pyr 2016- Vainqueur
- 2017 - Red Bull X-Alps 2017 - Vainqueur
- 2018 - X-Pyr 2018- Vainqueur
- 2019 - Red Bull X-Alps 2019 - Vainqueur
- 2021 - Red Bull X-Alps 2021 - Vainqueur
- 2023 - Red Bull X-Alps 2023 - Vainqueur